# Pelle Svanslös (film din 1981)
Pelle Svanslös este un film de animație din 1981. Este regizat de  Stig Lasseby și Jan Gissberg. Scenariul este scris de Leif Krantz și se bazează pe o povestire omonimă suedeză de Gösta Knutsson.

## Distribuție
- Mats Åhlfeldt - Pelle Svanslös
- Ewa Fröling - Maja Gräddnos
- Ernst-Hugo Järegård - Elake Måns
- Carl Billquist - Bill
- Björn Gustafson - Bull
- Wallis Grahn - Gammel-Maja i domkyrkotornet
- Lena-Pia Bernhardsson - Gullan från Arkadien
- Charlie Elvegård - Laban från Observatorielunden/En råtta/Igelkott
- Åke Lagergren - Murre från Skogstibble/Kalle Huggorm
- Nils Eklund - Rickard från Rickomberga
- Jan Sjödin - Fritz
- Gunilla Norling - Frida
- Eddie Axberg - Den tjocka råttan
- Gunnar Ernblad - Kråkan
- Kajsa Bratt - Birgitta
- Niklas Rygert - Olle
- Helena Brodin - Mamma
- Axel Düberg - Pappa
- Sture Hovstadius - ladugårdsförmannen